# 突厥

突厥可汗国
【Türük】𐱅𐰇𐰼𐰰　テュルク

6世紀、突厥の最大版図

突厥（とっけつ、中国語: 突厥; 拼音: Tūjué）、あるいはテュルク（古テュルク語: 𐱅𐰇𐰼𐰛【Türük】、𐱅𐰇𐰼𐰰【Türük】、トルコ語: Göktürk【ギョクテュルク】）は、中央ユーラシアに存在したテュルク系遊牧国家。6世紀に広大な版図を支配した。
起源はジュンガル盆地北部からトルファン北方の山麓にかけて住んでいたテュルク系部族と考えられている。柔然に隷属していた。
その後、柔然の命令に従いアルタイ山脈の南麓へ移住させられ、鍛鉄奴隷として鉄工に従事した。
552年に柔然から独立を成し、部族連合である突厥可汗国（日本語読み:とっけつかかんこく。突厥帝国とも）を建て、中央ユーラシアの覇者となった。
582年に内紛により東西に分裂した（東突厥・西突厥）。

## 名称（テュルク）
この民族自身は自分たちのことを、テュルクと呼んだ。
「テュルク」という名称の意義については「強力な（もの）」とする説が有力であるが、異論もある。
中国語の表記
テュルクは漢字を用いていなかったが、テュルクについて残されている歴史書が中国語だった関係で、中国語の文献の表記「突厥」が日本においても採用されている。中国史書が表記に使う「突厥」という漢字表記については、これまで“Türk（テュルク）”にモンゴル語複数語尾である-üd(-üt)が付いた形“Türküt（テュルキュト）”の漢字音写であるとする説が有力であった。しかし近年になり、突厥という語は単純に「テュルク」（Türük）という音そのものを写した漢字であるという説が支持されるようになってきた。
中国において通俗的な漢字の意味解釈としては、『周書』異域伝・『隋書』北狄伝では、「彼らが住んでいた金山（アルタイ山脈）の形が兜鍪の形に似ていたことから、彼らの言葉で“兜鍪”を意味する“突厥”を部族名とした。」と記されている。

## 起源

### 学術的見解
突厥の起源は西丁零に遡ると考えられ、その原住地はイェニセイ川上流域にあったとされる。この地は鉄鉱石が豊富であり、のちに突厥が「鍛奴（鍛鉄奴隷）」と呼ばれるほど製鉄技術に優れていたことを裏付ける。彼等は匈奴支配時期に製鉄技術を学び、3世紀には鉄器の使用が普及していた。やがて阿史那氏の突厥部は南のアルタイ山脈を越え、トルファン西北のボグダ山，天山山脈に移り住むと、その鍛鉄技術をもって急速に発展し、テュルク系諸族の中での最強部族となった。

### 伝説
中国の史書にはいくつかの伝説が記載されている。
『周書』
『隋書』

## 歴史

### 勃興
訥都六設（ナテュルク・シャド）の孫にあたる吐務は、大葉護（だいヤブグ）と号し、柔然の臣下であった。彼には2人の子がおり、長男は土門（古テュルク語:   - Bumïn qaγan - ブミン・カガン）、次男は室點蜜（古テュルク語:   - Istemïi Qaγan - イステミ・カガン）といった。吐務が死ぬと土門が後を継いだ。5世紀後半は柔然隷属下の奴役部族が絶え間なく逃亡・反抗を繰り返していたが、487年に高車諸部族10万人が30年に及ぶ大規模な反乱を起こすと、力が衰えた柔然の突厥部への統制は緩和された。制約を脱すると畜産品や鍛鉄による手工芸品を生産して、西魏や西域との貿易を行い、6世紀初頭には西魏との間に正式な通商が結ばれた。
西魏の大統12年（546年）、北の鉄勒が柔然を攻撃してきたため、土門は突厥部を率いて迎撃し、5万余落を降伏させた。土門はこれに乗じて柔然に求婚した。しかし、柔然可汗の阿那瓌（在位：520年 - 552年）は突厥が鍛鉄奴隷の身分なので激怒し、使者を送って罵った。土門はその使者を斬るなり柔然の支配から離脱し、西魏に遣使を送って朝貢し、西魏に求婚した。大統17年（551年）6月、土門は西魏の長楽公主を娶って妻とした。この年、西魏の文帝が崩御したので、土門は遣使を送って弔問し、馬200匹を贈った。廃帝元年（552年）1月、土門は柔然を撃ち、懐荒の北にて大破した。阿那瓌は自殺し、その子の菴羅辰は北斉へ逃れ、柔然の余衆は阿那瓌の叔父である鄧叔子を立てて可汗とした。土門は遂に自ら伊利可汗と号して独立し、突厥可汗国を建てた。

### 最盛期

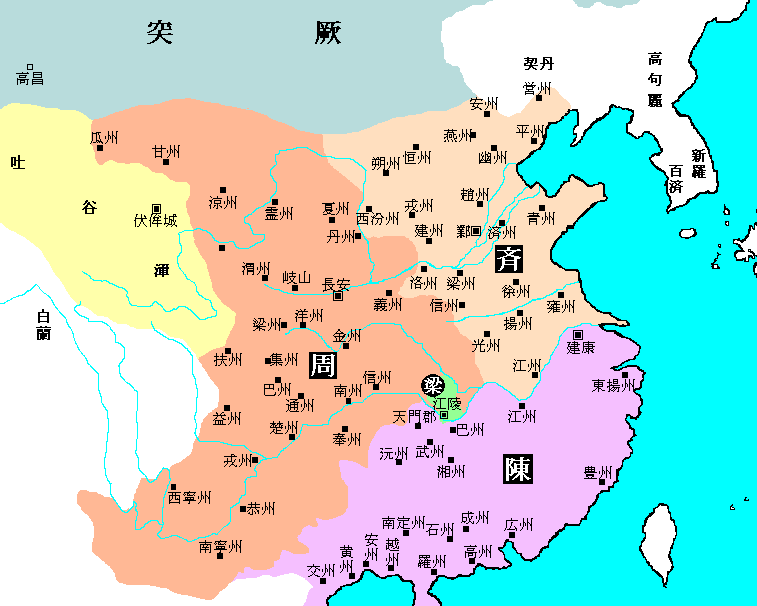
北周・北斉・陳・後梁と突厥

伊利可汗が亡くなると、子の乙息記可汗（在位：552年 - 553年）が継いだが、まもなく亡くなったため、その弟である木汗可汗（ムカン・カガン、在位：553年 - 572年）が後を継いだ。木汗可汗は即位するなり柔然を撃ち滅ぼし、柔然の残部は北斉に亡命した、北斉は突厥を征討した、突厥が敗れる。木汗可汗はさらに西の嚈噠（挹怛、エフタル）を破り、東の契丹を敗走させ、北の契骨（キルギズ）を併合し、諸外国を次々と征服していった。これにより突厥の版図は、東が遼海（渤海？）以西、西が西海（アラル海）に至り、南は沙漠（ゴビ砂漠）以北、北は北海（バイカル湖）に至る大帝国となった。次に木汗可汗は西魏に鄧叔子の誅殺を請願した。西魏の宇文泰はこれを許可し、鄧叔子を青門外で殺した。中国の北朝と好を結ぶようになり、互いに姻戚関係となる。初めは北周と北斉の両方から求婚されていたが、木汗可汗は北周を選び、保定3年（563年）から保定4年（564年）にかけての北斉討伐に参加した。この戦いでは何の成果も上がらなかったが、その後も突厥と北周の関係は良好であった。
しかし、次の他鉢可汗（在位：572年 - 581年）の時代になると、577年に滅んだ北斉の残党と組むようになり、たびたび北周の北辺を侵すようになった。北周は何度か突厥と交渉し、大象2年（580年）になってようやく北斉の残党である高紹義を連行することに成功した。

### 内戦と東西分裂
581年、他鉢可汗が病死し、子の菴羅が即位したが、木汗可汗の子の大邏便が心服せず、制御できなかったので、大可汗位を爾伏可汗（ニワル・カガン）であった摂図に譲った。国人たちも「四可汗（乙息記可汗・木汗可汗・他鉢可汗・褥但可汗）の子の中では摂図が最も賢い」とし、摂図は正式に即位して沙鉢略可汗（イシュバラ・カガン）と号し、都斤山（鬱督軍山、ウテュケン山）を都とした。摂図（以後は沙鉢略可汗）は大邏便が今まで官位をもったことがないということだったので、阿波可汗（アパ・カガン）という称号を与えた。2月、北周の静帝が楊堅に禅譲し、隋が建国されると、北斉の営州刺史だった高保寧が北方民族と結託して反乱を起こしたので、沙鉢略可汗はこれと合流し、臨渝鎮を攻め落とした。その後も反乱軍は隋軍に勝利し、隋の北辺を侵した。
開皇2年（582年）冬、隋の文帝楊堅は河間王楊弘・上柱国の豆盧勣・竇栄定・左僕射の高熲・右僕射の虞慶則を元帥とし、長城を出て反撃に出た。沙鉢略可汗は阿波可汗・貪汗可汗らを率いて迎撃するが、敗走し、飢えと疫病に悩まされ、あえなく撤退した。沙鉢略可汗は阿波可汗の気性が荒いのを危惧し、先に阿波可汗の領地へ向かいその部落を襲撃し、阿波可汗の母を殺した。これにより阿波可汗は還るところがなくなり、西の達頭可汗（タルドゥ・カガン）のもとへ亡命した。このことを聞いた達頭可汗は阿波可汗に兵をつけて沙鉢略可汗を攻撃させた。このほかにも貪汗可汗や沙鉢略可汗の従弟の地勤察などが離反し、阿波可汗に附いた（これが西突厥となる）。
沙鉢略可汗は西の達頭可汗に悩まされ、東の契丹を畏れたので、隋に救援を求め、白道川内に移り住むことを許された。その後、沙鉢略可汗は晋王楊広より補給をもらい、これにより阿波可汗を攻撃して捕えることができた。
開皇7年（587年）1月、沙鉢略可汗は子を遣わして朝貢した。この年、沙鉢略可汗の牙帳が火事になったため、沙鉢略可汗は火傷を負った。その数カ月後、沙鉢略可汗は死去した。遺言により弟の処羅侯が立つが、甥の雍虞閭に譲ろうとして、両者譲り合いをした結果、結局遺言どおり、処羅侯が葉護可汗（ヤブグ・カガン）として即位し、雍虞閭は葉護（ヤブグ：大臣）となった。しかし、即位後まもなくの第一次ペルソ・テュルク戦争で葉護可汗が流れ矢にあたって死去した。
国人たちは雍虞閭を立てて都藍可汗（在位：587年 - 599年）とした。都藍可汗は早速遣使を送って隋に朝貢した。開皇12年（592年）大義公主は西突厥の泥利可汗と謀反を起こしたので、都藍可汗は大義公主を斬首した。一方、都藍可汗は達頭可汗と敵対し、たびたび征伐し合ったので、文帝はこれを和解させ、双方は兵を引いた。

### 隋による離間策
開皇17年（597年）、沙鉢略可汗の子の染干は突利可汗と号して、勝手に隋と関係をもったことから、大可汗である都藍可汗は激怒し、隋と国交を断絶し、たびたび辺境を侵すようになった。開皇19年（599年）、隋は漢王の楊諒を元帥として都藍可汗を撃たせた。都藍可汗は達頭可汗と手を組んで、突利可汗を攻撃し、その兄弟子姪を殺した。突利可汗は長孫晟と隋に逃げ込んだ。6月、高熲・楊素は達頭可汗を撃ち、これを大破した。文帝は突利可汗を拝して意利珍豆啓民可汗（在位：587年 - 609年）とし、義成公主を娶らせた。なおも都藍可汗が啓民可汗を攻撃し、隋の辺境を侵すので、越国公楊素・行軍総管の韓僧寿・太平公史万歳・大将軍の姚辯の軍勢は都藍可汗を攻撃した。この年の12月、都藍可汗が部下に殺されると、達頭可汗は歩迦可汗となって啓民可汗と対立した。しかし、隋と組んだ啓民可汗の方が常に優位となった。
仁寿元年（601年）、それまで啓民可汗に付属していた鉄勒の斛薛（こくせつ）部などの諸部が叛いたので、文帝は詔で楊素を雲州道行軍元帥とし、啓民可汗を率いて北征させた。歩迦可汗はふたたび啓民可汗を攻めたが敗北し、吐谷渾に奔走した。

### 東突厥

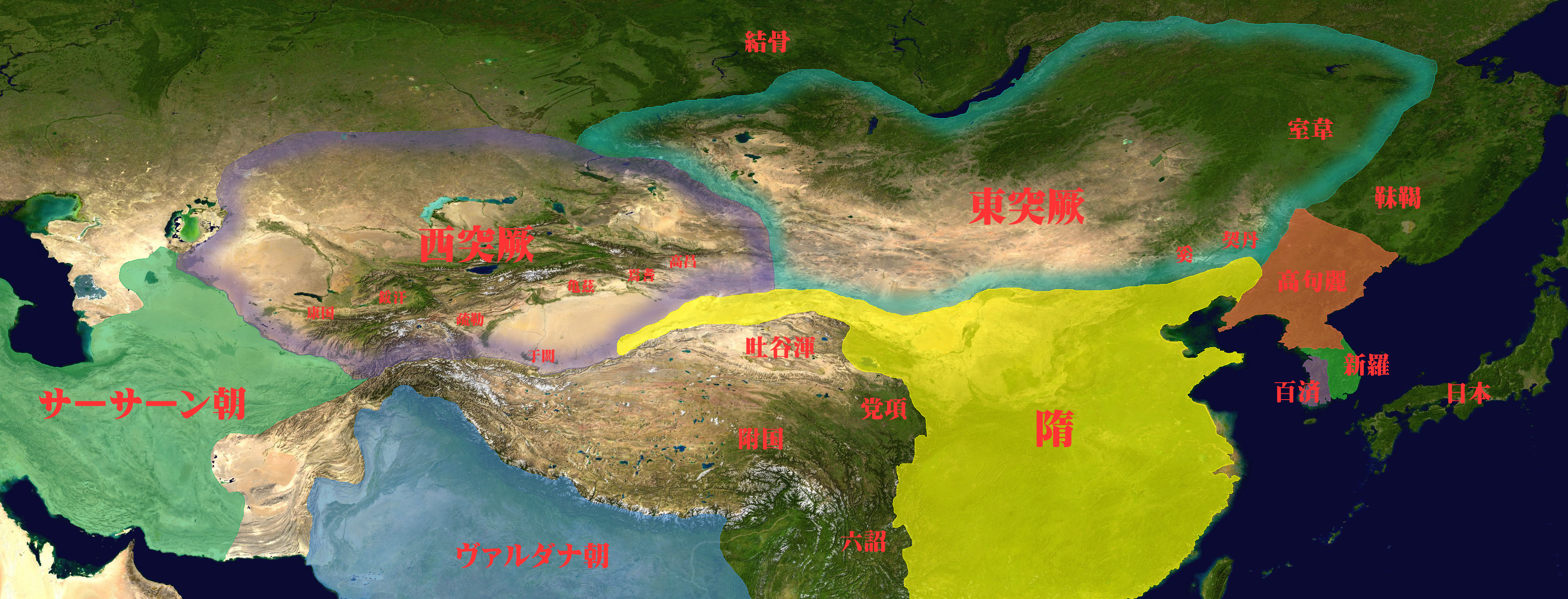
7世紀初めの東西突厥可汗国。

啓民可汗の代では毎年数回は隋に朝貢していたが、子の始畢可汗（在位：609年 - 619年）の代になると、隋朝の衰えに乗じて中国に侵入するようになり、朝貢を行わなくなった。大業13年（617年）5月、唐公の李淵より援軍の要請があったため、始畢可汗は2千騎の援軍を派遣して隋朝打倒に協力し、その翌年（618年）、隋が滅んで唐が建国された。初め、始畢可汗は唐に使者を送って入朝させたが、武徳2年（619年）になって梁師都や劉武周とともに中国侵入を謀った。しかし、始畢可汗はその年に亡くなってしまう。
頡利可汗（在位：620年 - 630年）の代になると、東突厥は頻繁に中国へ侵入し、略奪を行った。唐はそのたびに東突厥を撃退するが、その勢いがおさまらず手を焼いていた。しかし、貞観元年（627年）の薛延陀部を始めとする鉄勒諸部が東突厥に叛いたことに始まって、東突厥に臣従していた諸民族が次々と離反すると、貞観3年（629年）、唐の太宗は大規模な東突厥討伐を行い、小可汗の突利可汗（テリス・カガン）らを投降させる。その翌年（630年）には大可汗の頡利可汗が捕えられ、東突厥は一時滅んで唐の羈縻支配下に入る。
永淳元年（682年）、阿史那骨咄禄がイルティリシュ・カガン（古テュルク語:   - İltiriš-qaγan）と号して唐の羈縻支配を脱し、独立を果たす（突厥第二可汗国）。阿史那骨咄禄は武則天政権の唐にたびたび侵入・略奪を行い、中国を苦しめた。そんな中、唐朝は武則天の帝位簒奪によって一時的に滅ぼされ、周が建てられる（690年）。

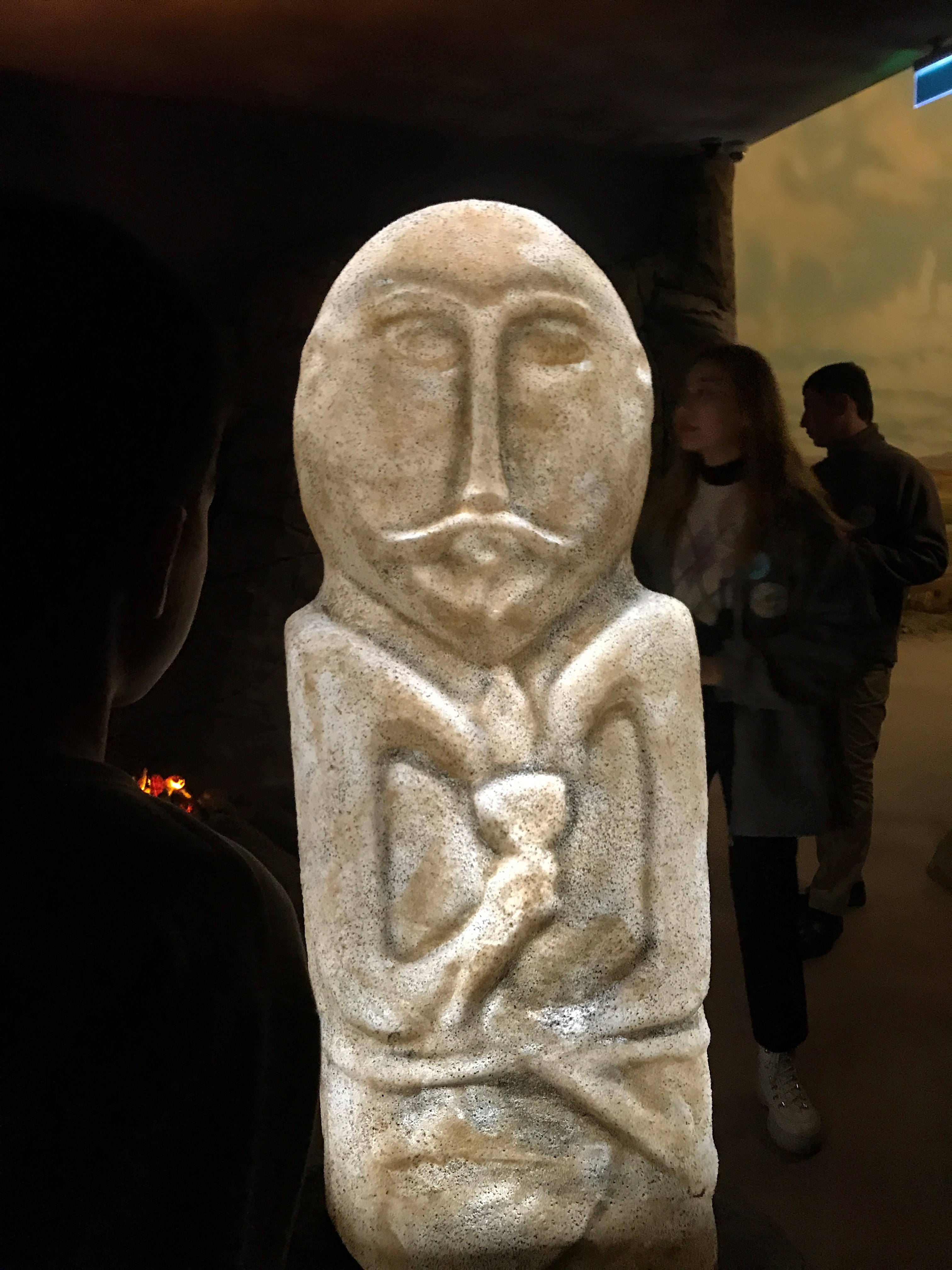
東突厥のキュル・テギン

阿史那骨咄禄が亡くなり、弟の阿史那默啜（古テュルク語:   - Qapγan-qaγan - カプガン・カガン）の代になると、初めのうちは周朝に入朝したものの、次第に傲慢になり、遂には周朝を滅ぼして唐朝を復活させようと中国侵攻を謀った。これに対し武則天は唐の廬陵王を皇太子とすることで、東突厥の中国侵攻を思いとどまらせた。その後の神龍元年（705年）、武則天が廬陵王に譲位して唐は復活を果たす。晩年の阿史那默啜は西方攻略に忙殺され、鉄勒討伐中に戦死する。阿史那骨咄禄の子である默棘連は阿史那默啜の一族を殺して毘伽可汗（古テュルク語:   - Bilgä Qaγan - ビルゲ・カガン、在位：716年 - 734年）となり、闕特勤（古テュルク語:   - Kül Tigin - キュル・テギン）や暾欲谷（古テュルク語: 𐱃𐰆𐰪𐰸𐰸 - Tonyuquq - トニュクク、阿史徳元珍）とともに、安定した国づくりを行い、唐とも友好的な外交を行った。
毘伽可汗の死後は東突厥内部で争いが頻発し、短命な可汗が交代するようになる。そして、この衰えに乗じた回紇（ウイグル）・葛邏禄（カルルク）・抜悉蜜（バシュミル）の3部族によって東突厥の可汗が殺され、東突厥は滅んだ。

### 西突厥
西突厥は統葉護可汗（在位：619年頃 - 628年）のもとで最盛期を築いた。統葉護可汗の死後は内部分裂を繰り返し、2可汗並立の時代が続いた。太宗の崩御に乗じて阿史那賀魯が一時的に勢いを盛り返すが、高宗の討伐軍に敗れ、阿史那賀魯が捕えられると、西突厥も唐の羈縻支配下に入る。
羈縻政策下では、阿史那賀魯征討に功のあった阿史那弥射・阿史那歩真の2人によって西突厥諸部が統括され、その両家が代々可汗位を襲名し、唐の反乱鎮圧などに参加した。
長寿年間（692年 - 694年）に弥射家の興昔亡可汗が途絶え、741年頃には、歩真家である十姓可汗の阿史那昕が突騎施（テュルギシュ）の莫賀達干（バガ・タルカン）に殺されると、西突厥の阿史那氏可汗が滅亡し、西突厥では突騎施部が台頭する。以後、突騎施部は黄姓と黒姓に分かれて互いに争うようになった。
大暦年間（766年 - 779年）の後は、葛邏禄（カルルク）族が盛んになり、黄姓と黒姓の突騎施二姓は葛邏禄に臣従し、その他は回鶻（ウイグル）に附くこととなり、ここにおいて西突厥は完全に滅んだ。

## 文化・習俗

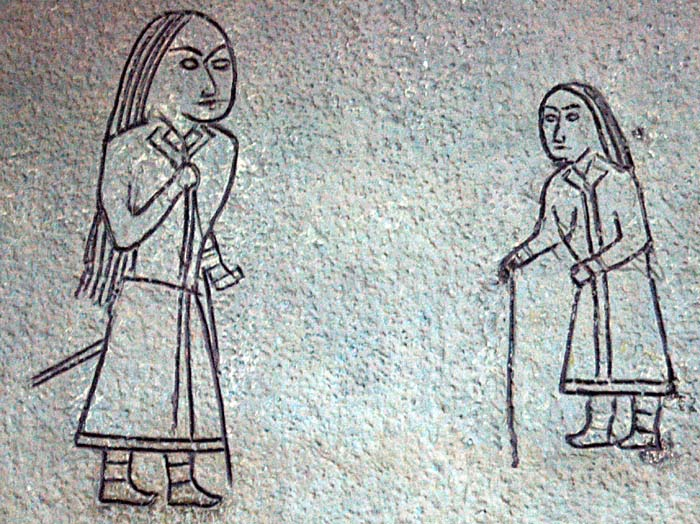
碑文（6世紀-8世紀ころ）に残されていたテュルクの姿、衣服

テュルク（突厥）は匈奴や柔然などと同様、遊牧民であるので、氊帳（穹廬）に住み、水草を追って移動し、牧畜と狩猟を生業とした。男も髪を長髪にし、老人を賤しみ、壮健な者を貴び、戦で死ぬのを重きとし、病で死ぬのを恥とした。食事は肉を主食に酪（らく：ヨーグルトの類）を飲み、葡萄酒は作らず馬乳酒を作って飲む。可汗は金銀の食器と黄金の家具を使用。また、今までの遊牧国家同様、婚姻において、夫に先立たれた妻は、夫の兄弟の妻となるレビラト婚の形式をとる。刑法は、謀反を起こした場合、殺人及び姦人の婦、馬を盗んだ場合は皆死罪となる。葬儀は死者をまず帳に留めて、近親の男女と羊馬を殺して帳前に陳列し、これを祭り、弔問者は7回顔に傷をつけて血と涙を流した後、死者を馬具や副葬品と一緒に火葬する。毎年諸貴人を率いて先祖が生まれたとされる洞窟を祭り、五月中旬には川の畔に人を集めて、多くの羊馬を殺して天神を祭った。鬼神を敬い、巫覡を信じた。
突厥は、東は中国、西は東ローマ帝国・ペルシャと、中央アジアのシルクロードを利用して東西交易を活発に行い、さまざまな文化を取り入れた。

### 言語・文字

#### テュルク語とソグド語
テュルク（突厥）の言語はその名の通りテュルク語であったが、それは支配民族であるテュルク系の遊牧民のみが使用しており、可汗国全体の公用語としてはソグド語が使われていた。それは当時、ソグド人がシルクロード交易において優越的な立場にあり、中央アジアから中国に至るまでの地域でソグド語が広く使用されていたためである。

#### 突厥文字、ソグド文字、ブラーフミー文字

突厥文字の例

突厥は5世紀に突厥文字という独自の文字を持った民族である。そのことは1889年以後にモンゴル高原で発見された数々の突厥碑文によって世に知られることとなった。（東アジアにおいて漢民族以外で独自文字を持った中では比較的時期が早い）しかし、初めのうち（第一可汗国期）の公用語ではソグド文字やブラーフミー文字を使用していた。

### 突厥碑文

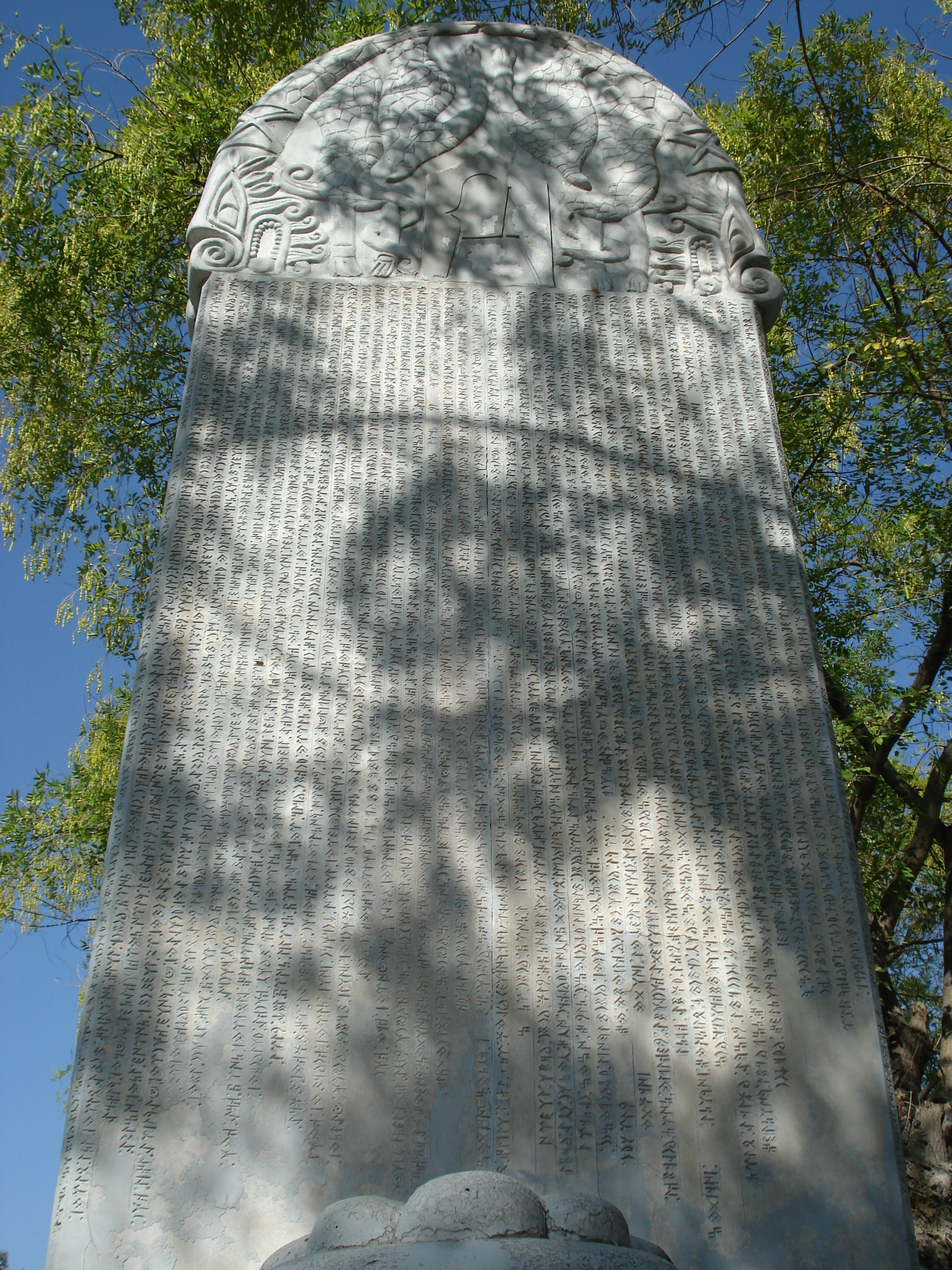
『ビルゲ・カガン碑文』のレプリカ（アンカラのガズィ大学）。

突厥は北方遊牧騎馬民族としては極めて早い段階で文字記録を残した。それが「ホルホン碑文」などに代表される突厥碑文である。初めはソグド文字／ソグド語で記した碑文であったが、第二可汗国時代になって自分たちの文字（突厥文字）を用いて、自らの言語（テュルク語）を記すようになる。これによって当時のテュルク語による多くの民族名や地名を知ることができる。
突厥（第一可汗国）時代の碑文
- 『ブグト碑文』…第4代の他鉢可汗（タトパル・カガン、在位：572年 - 581年）の時代に建てられたもの。ソグド文字／ソグド語（裏面はブラーフミー文字／サンスクリット語）で記された。

第二可汗国時代の碑文
- 『オンギン碑文』…突厥文字／テュルク語で記された。
- 『イフ・ホショト碑文』（キュリ・チョル碑文）…突厥文字／テュルク語で記された。
- 『チョイレン銘文』…突厥文字／テュルク語で記された。
- 『バイン・ツォクト碑文』（トニュクク（英語版）碑文）…突厥文字／テュルク語で記された（裏面は漢字／漢語）。
- 『ホショ・ツァイダム碑文』（ビルゲ・カガン碑文、キュル・テギン碑文）…突厥文字／テュルク語で記された（裏面は漢字／漢語）。

### 宗教
歴代の遊牧国家同様、突厥もシャーマニズムを信仰していた。しかし、他鉢可汗（タトパルカガン、在位：572年 - 581年）の時代に彼が仏教に帰依したということが中国史書、突厥碑文の両方に記されている。

### 経済

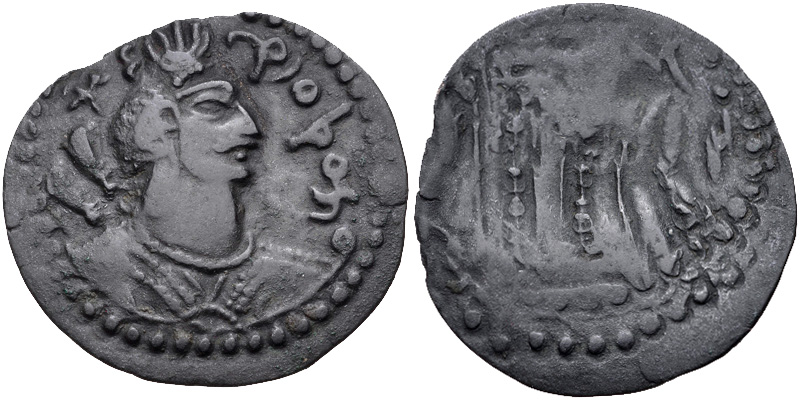
貨幣（679年以降）

戦争業と牧畜業を主として製鉄業や農業・手工業も行っており、突厥人は皆武芸を修練し戦争に参加したとある。多くの奴隷を抱える奴隷制社会でもあり、供給源は犯罪者・戦争捕虜・略奪による拉致などで、征服部族は奴隷的使役に就かされた。奴隷や隷属部族は農業や手工業のほか牧畜業や戦争にも使用されたが、苦役を課された隷属部族の反乱が絶えなかった。

### 政治体制
突厥の君主はカガン（Qaγan。中国語表記:可汗）と言い（柔然と同様であり）皇帝にあたる。皇后にあたるのはカガトゥン（Qaγatun。中国語表記:可賀敦）という。また、親族が名乗るテギン（Tägin。中国語表記:特勤）があり、その下には以下の順の官職がある。
（以下、この民族自身の原語を尊重し、異民族の言葉である中国語の表記は（ただの漢字音写。この場合、漢字に意味は無いので）後ろに添えるにとどめる）
- ヤブグ（Yabγu[17]、葉護）…可汗国の西部（タルドゥシュ：Tarduš）を統括する高官。阿史那氏の中から任命される。
- シャド（Šad[18]、設）…可汗国の東部（テリス：Tölis）を統括する高官。阿史那氏の中から任命される。東突厥の始畢可汗以降は小可汗の代わりとして機能した。
- チュル（Čur、啜）
- イルキン（Irkin[19]、俟斤）…被支配部族の部族長（匐、ベグ：bäg）に与えられる称号。
- イルテベル（Iltäbär[19]、頡利発あるいは俟利発）…被支配部族でも有力部族の部族長ベグ（bäg、匐）に与えられる称号。
- トゥドゥン（Tudun[17]、吐屯）…中央から派遣され、被支配諸族の監視・徴税をおこなう官職[20]。
- アパ（Apa、阿波）
- タルカン（Tarqan[17]、達干）
- 閻洪達
- ブイルク（Buïruq[17]、梅録）…官職の一つ。ミュラーによれば「指揮官」の意。護雅夫は「命令する」を意味する動詞buyurの名詞形で、もともと「命ずるもの」の意であるとした[21]。

などおよそ28の官職がある。これらの官職は代々世襲によって受け継がれ、父兄が死ぬと子弟が後を継いだ。また、権限の範囲がはっきりとせず、定員も無かったとされる。
首都はウテュケン山（Ütükän yïš、鬱督軍山）に置かれ、牙帳は東側を入口とし、日の出を敬った。

### 君主　カガン
- 大可汗…国家（イル：ël）の最高権力者であり、即位の際は国の有力者たちの協議によって、テュルクの中心氏族である阿史那氏の中から選ばれる。基本は父子相続だが、木汗可汗（在位：553年 - 572年）以降、兄弟相続の傾向にあり、協議の決定は先代の遺言や、母親の尊卑に左右される。

- 小可汗…大可汗によって選ばれ、基本的には東西に1人ずつ置かれる。

即位
可汗が即位するとき、その近侍重臣らは新たに即位する者をフェルトで担ぎ、太陽のまわる方向に9回まわし、1回ごとに臣下が拝礼する。拝礼し終わると、新可汗を馬に乗せ、絹の布切れで気絶寸前まで首を絞める。ゆるめたら「おまえは何年可汗になっていれるか？」と問う。新可汗は意識が乱れていて年数を明確に考えることができない。臣下らはその答えた年数で可汗の在位年を計るのである。

## 歴代君主

### 突厥部
1. 訥都六設（大児）…伊質泥師都の子
2. 阿賢設…訥都六設の子
3. 大葉護（吐務）…訥都六設の孫
4. 伊利可汗（土門）…大葉護の長子

### 突厥可汗国
1. 伊利可汗（イリグ・カガン、土門、ブミン・カガン）（552年 - 553年）…柔然から独立し突厥可汗国を開く。
2. 乙息記可汗（科羅、逸可汗） （553年）…伊利可汗の子（『隋書』では弟）
3. 木汗可汗（ムカン・カガン、俟斤、燕都）（553年 - 572年）…乙息記可汗の弟。柔然を滅ぼし、中央アジアのエフタルを攻略して最盛期を築く。
4. 他鉢可汗（タトパル・カガン）（572年 - 581年）…木汗可汗の弟
5. 阿史那菴羅（581年）…他鉢可汗の子
6. 沙鉢略可汗（イシュバラ・カガン、摂図）（581年 - 587年）…乙息記可汗の子
  - 阿波可汗（大邏便）（581年 - 587年）…木汗可汗の子
7. 葉護可汗（ヤブグ・カガン、処羅侯）（587年）…摂図の弟
8. 頡伽施多那都藍可汗（雍虞閭）（587年 - 599年）…摂図の子

### 東突厥
1. 啓民可汗（染干）（587年 - 609年）…沙鉢略可汗の子、都藍可汗の弟
2. 始畢可汗（咄吉世）（609年 - 619年）…啓民可汗の長男、隋に攻め入り朝貢を停止する。
3. 処羅可汗（俟利弗設）（619年 - 620年）…啓民可汗の次男
4. 頡利可汗（イリグ・カガン、咄苾）（620年 - 630年）…啓民可汗の三男、唐に降伏し、東突厥は一時滅ぶ。
  - 突利可汗（テリス・カガン、什鉢苾）（620年 - 631年）…始畢可汗の子

羈縻（きび）政策下
- 乙弥泥孰俟利苾可汗（思摩）（639年 - 644年）…頡利可汗の族人
- 乙注車鼻可汗（斛勃）（？ - 650年）…突厥別部
- 阿史那泥孰匐（679年 - 680年）
- 阿史那伏念（680年 - 681年）…頡利可汗の従兄の子

突厥第二可汗国
1. 阿史那骨咄禄（クトゥルグ、イルティリシュ・カガン）（682年 - 690年頃）…頡利可汗の疏属、唐から独立して東突厥を再興させる。
2. 阿史那默啜（カプガン・カガン）（690年頃 - 716年殺）…骨咄禄の弟
3. 毘伽可汗（ビルゲ・カガン、默棘連）（716年 - 734年殺）…骨咄禄の子
4. 伊然可汗（イネル・カガン）（734年）…毘伽可汗の子
5. 登利可汗（テングリ・カガン）（734年 - 741年殺）…伊然可汗の弟
6. 骨咄葉護（クトゥ・ヤブグ）（741年 - 742年殺）
  - 頡跌伊施可汗（イルティリシュ・カガン）（742年 - 744年殺）…抜悉蜜部の長
7. 烏蘇米施可汗（オズミシュ・カガン）（742年頃 - 744年殺）…判闕特勤の子
8. 白眉可汗（鶻隴匐）（744年 - 745年殺）…烏蘇米施可汗の弟

（745年、ウイグルによって東突厥滅ぶ）

### 西面可汗
1. 室點密可汗（室点蜜、瑟帝米、イステミ、シルジブロス、ディザブロス）（562年 - 576年）…大葉護の子、伊利可汗の弟
2. 達頭可汗（玷厥、歩迦可汗、タルドゥシュ・カガン）（576年 - 603年）…室点蜜の子

### 西突厥
1. 阿波可汗（大邏便、アパ・カガン）（581年 - 587年）…木汗可汗の子
2. 泥利可汗（ニリ・カガン）（587年） …鞅素特勤の子、木汗可汗の孫
3. 泥撅処羅可汗（達漫、曷薩那可汗）（587年 - 611年）…泥利可汗の子
4. 射匱可汗 （612年頃 - 619年）…達頭可汗の孫、泥撅処羅可汗の叔父
5. 統葉護可汗 （トン・ヤブグ・カガン）（619年 - 628年）…射匱可汗の弟
6. 莫賀咄侯屈利俟毗可汗 （628年 - 630年）…統葉護可汗の伯父
7. 肆葉護可汗（咥力特勤）（628年 - 632年）…統葉護可汗の子
8. 咄陸可汗（泥孰莫賀設、大渡可汗、奚利邲、テュルク・カガン）（632年 - 634年）…族人により擁立される
9. 沙鉢羅咥利失可汗（同娥設、イシュバラ・テリシュ・カガン）（634年 - 639年）…咄陸可汗の弟
  - 乙毗咄陸可汗（欲谷設、イルビ・テュルク・カガン）（638年 - 653年）
10. 乙屈利失乙毗可汗（莫賀咄乙毗可汗）（639年 - 640年）…沙鉢羅咥利失可汗の子
11. 乙毗沙鉢羅葉護可汗（薄布特勤、畢賀咄葉護、イルビ・イシュバラ・ヤブグ・カガン）（640年 - 641年）…咥利失可汗の弟（伽那設）の子
12. 乙毗射匱可汗（641年 - 651年）…莫賀咄乙毗可汗の子
13. 沙鉢羅可汗（阿史那賀魯、イシュバラ・カガン）（651年 - 657年）…曳歩利設射匱特勤の子

### 羈縻（きび）政策下
弥射家　弩失華部　崑陵都護府下
1. 興昔亡可汗（阿史那弥射）（657年 - 662年）…室點密可汗の五代の孫
2. 興昔亡可汗（阿史那元慶）（685年 - 692年・693年）…弥射の子、左豹韜
3. 阿史那献（657年 - 662年）…元慶の子

歩真家　咄陸部　濛池都護府下
1. 継往絶可汗（阿史那歩真）（657年 - 666年・667年）…弥射の族兄
2. 継往絶可汗（阿史那斛瑟羅、唐に従属後は竭忠事主可汗）（686年 - 690年）…歩真の子
3. 十姓可汗（阿史那懐道）（704年 - ?）…斛瑟羅の子
4. 十姓可汗（阿史那昕）（740年 - 742年）…懐道の子（阿史那氏断絶）

### 突騎施の政権
酋長（部族長）、可汗
1. 烏質勒（懐徳郡王）（? - 706年）…斛瑟羅の配下（莫賀達干）
2. 娑葛（金河郡王、十四姓可汗、帰化可汗）（706年 - 709年、可汗位：708年 - 709年）…烏質勒の子
3. 蘇禄（忠順可汗）（709年 - 738年、可汗位：716年 - 738年）…娑葛の配下
  - 吐火仙可汗（骨啜）（可汗位：738年 - 739年）…蘇禄の子
  - 爾微特勒（可汗位：738年 - 739年）…黒姓可汗
4. 莫賀達干（738年 - 744年、可汗位：740年 - 744年）
5. 伊里底蜜施骨咄禄毘伽（十姓可汗）（突騎施可汗：742年 - ?、十姓可汗：744年 - ?）…黒姓出身
6. 移撥（十姓可汗）（可汗位：749年 - ?）
7. 登里伊羅蜜施（可汗位：753年 - ?）…黒姓可汗
8. 阿多裴羅（可汗位：? - ?）…黒姓可汗